# Гурбанов, Гайлы Гурбанович
Гайлы Гурбанович Гурбанов — советский хозяйственный, государственный и политический деятель.

## Биография
Родился в 1941 году в селе Окуз-яб. Член КПСС.
Окончил ТурСХИ имени Калинина.
До 1975 — инженер Тельманской райсельхозтехники, управляющий Калининской райсельхозтехникой, начальник Калининского районного управления сельского хозяйства, директор совхоза имени Жданова Тельманского района Ташаузской области Туркменской ССР.
В 1975—1979 — первый секретарь Тельманского райкома КП Туркмении.
В 1979—1980 — председатель Ташаузского облисполкома.
В 1980—1986 — министр сельского хозяйства Туркменской ССР.
В 1986—1988 — заместитель председателя Агропромышленного комитета Туркменской ССР, заместитель начальника объединения «Туркменагросельэнерго».
Депутат Верховного Совета Туркменской ССР 10-го и 11-го созывов.
Умер в 1988 году в Ашхабаде.

## Награды
- Орден Трудового Красного Знамени (трижды)